# Мартиролог Адона

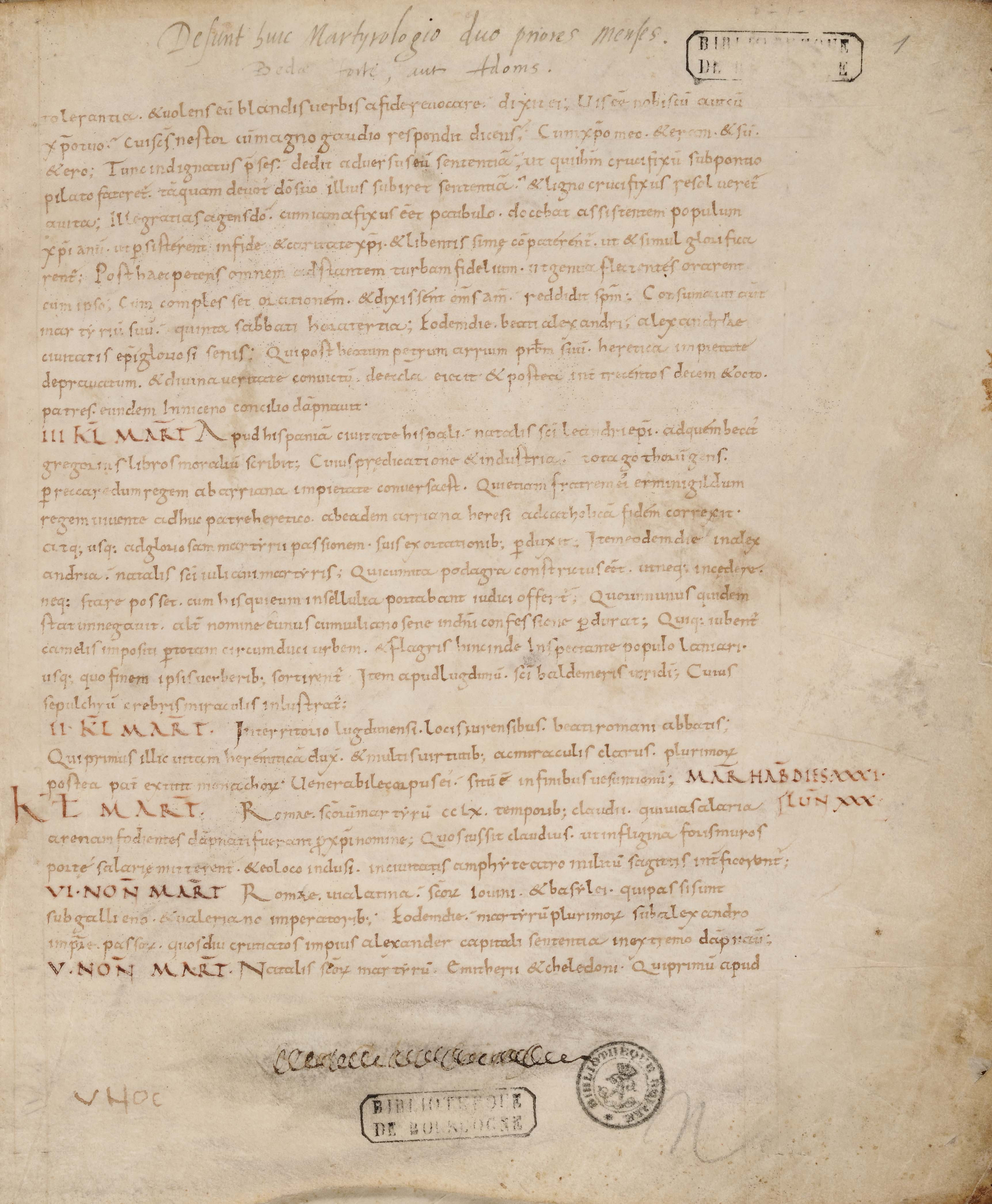
Мартиролог Адона (фрагмент рукописи).
Королевская библиотека Бельгии, Брюссель

Мартиролог Адона (полное название — «Мартиролог Адона, архиепископа Вьенского»; лат. Martyrologium Adonis) — написанный на латинском языке мартиролог, составленный во второй половине IX века 
архиепископом Вьена святым Адоном.
«Мартиролог Адона» сохранился в нескольких редакциях. Самая первая, вероятно, была написана Адоном около 855 года в Лионе, где он работал при дворе архиепископа Лиона Ремигия. Её основу составил «Малый римский мартиролог», обнаруженный Адоном во время паломничества в Италию. Имевшиеся здесь сведения Адон дополнил данными из других известных ему агиографических источников: в том числе, из «Мартиролога Беды Достопочтенного» в редакции Флора Лионского. Эта редакция содержит список христианских мучеников и святых с «более многочисленными и несколько более длинными выдержками» по сравнению с «Мартирологом Иеронима» и «Мартирологом Беды Достопочтенного». Во второй редакции мартиролога, созданной в 858 году, к уже существовавшим статьям были добавлены биографии святых пап римских. На то время это было наиболее полное собрание жизнеописаний христианских святых: в отличие от более ранних мартирологов в труде Адона на каждый день для поминовения упоминалось, по крайней мере, о какой-нибудь одной персоне. Всего в «Мартирологе Адона» сообщалось о приблизительно восьмистах святых. В ряде рукописей содержится также информация о местночтимых святых Вьенской епархии. Возможно, эта последняя редакция мартиролога была создана другими авторами уже после смерти Адона в 875 году. В более поздние рукописи их создатели добавляли также сведения и о других местночтимых святых.
Всего известно более полутора десятков средневековых рукописей «Мартиролога Адона». Наиболее старая из них — «Cod. Sang. 454» из библиотеки Санкт-Галленского монастыря — датируется концом IX века. Она содержит текст второй редакции мартиролога, а в качестве дополнения к ней приложены жития ещё нескольких святых, собственноручно записанных Ноткером Заикой. В рукописи из монастыря Святого Эммерама в Регенсбурге находятся несколько отрывков на старославянском языке.
Хотя в «Мартирологе Адона» содержались многочисленные ошибки (в том числе, в именах, датах и фактах), он был очень популярен в средневековье, особенно среди бенедиктинцев. Наряду с созданным также в IX веке «Мартирологом Узуарда» труд Адона Вьенского оказал большое влияние на все подобные позднейшие сочинения, включая «Римский мартиролог».
Издания:
- на латинском языке: Ado Viennensis Archiepiscopus. Martyrologium / Migne J. P // Patrologia Latina. — Paris, 1879. — Vol. 123. — Col. 139—435.